# Малое Болково
Малое Болково — деревня в Ярославском районе Ярославской области. Входит в состав Заволжского сельского поселения.

## География
Находится в восточной части Ярославской области на расстоянии приблизительно 8 км на восток-северо-восток по прямой от станции Филино.

## История
В 1859 году здесь (деревня Ярославского уезда Ярославской губернии) было учтено 14 дворов, в 1898 — 23.

## Население
Численность населения: 111 человек (1859 год), 21 (русские 67 %, даргинцы 28 %) в 2002 году, 14 в 2010.